# خزل (کرمانشاه)
خزل یک منطقهٔ مسکونی در ایران است که در دهستان ماهیدشت واقع شده‌است. خزل ۱۰۲ نفر جمعیت دارد.